# Birgitte Holm Sørensen
Birgitte Holm Sørensen er en dansk professor ved Institut for Læring og Filosofi ved Aalborg Universitet.

## Uddannelse
Birgitte Holm Sørensen afsluttede i 1970 sin lærereksamen fra Vordingborg Statsseminarium. I 1988 blev hun cand.pæd. fra Danmarks Lærerhøjskole. I 1995 opnåede hun sin ph.d.-grad fra Danmarks Pædagogiske Universitetsskole.

## Karriere
Birgitte Holm Sørensen blev i 2011 ansat som professor ved Institut for Læring og Filosofi ved Aalborg Universitet. Formålet med professoratet var blandt andet at "opbygge et forskningslaboratorium for informations- og kommunikationsteknologi (IKT) og didaktik med særlig fokus på innovativ brug af IKT i folkeskolen". Overordnet beskæftiger hun sig i sin forskning med temaerne It og læring, It og didaktisk design, Børn, unge og digitale medier samt Børn og digital produktion.
Tidligere har Birgitte Holm Sørensen været ansat som professor Institut for Uddannelse og Pædagogik ved Aarhus Universitet. Her var hun blandt andet institutleder på Institut for Didaktik.
Birgitte Holm Sørensen er medlem af flere komitéer og råd både nationalt og internationalt. Blandt andet blev hun i 2007 udnævnt som formand for Medierådet for Børn og Unge. Hun har ligeledes været en vigtig stemme i debatten om børn og unges digitale dannelse.  